# Forthampton
Forthampton is een civil parish in het Engelse graafschap Gloucestershire met 144 inwoners.